# 短三和音

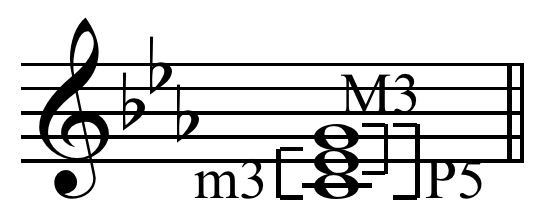
一番下の根音を基準に、短三度(m3)上の音と、根音から完全五度(P5)上の音が重なる。間にある第3音と一番上の第5音は長三度(M3, 4半音)離れている。

短三和音（たんさんわおん、英語: minor triad、ドイツ語: Moll-Akkord）は、根音（基礎となる音）、根音から短三度（3半音）上の音、根音から完全五度（7半音）上の音の3音で構成される三和音である。マイナーコード（minor chord）とも呼ばれる。

## 基本データ

### 和音記号
| 和音記号の種類             | 表記法 | 表記法            | 表記法            |
| 和音記号の種類             | 基本形 | 第1転回形         | 第2転回形         |
| コードネーム表示           | Xm     | Xm/Y または XmonY | Xm/Z または XmonZ |
| クラシック音楽での和音記号 | x      | x6                | x46               |
| ピッチクラス表示           | [037]  | [037]             | [037]             |

ただし、根音をX, 第3音をY, 第5音をZとする。

### 周波数比
| 音律名         | 根音 : 第3音 : 第5音                                             | 数値                    |
| 純正律         | {\displaystyle 10:12:15}                                         | 1 : 1.2 : 1.5           |
| ピタゴラス音律 | {\displaystyle 1:{\frac {32}{27}}:{\frac {3}{2}}}                | 1 : 1.18518 : 1.5       |
| 中全音律       | {\displaystyle 1:{\frac {4}{5^{\frac {3}{4}}}}:5^{\frac {1}{4}}} | 1 : 1.196279 : 1.495349 |
| 平均律         | {\displaystyle 1:2^{\frac {3}{12}}:2^{\frac {7}{12}}}            | 1 : 1.189207 : 1.498307 |

## 主な用法
西洋音楽においては、長三和音と並んで重要な位置を占める和音である。具体的な用法としては以下のようなものがあげられる。
- 長調における II, III, VI
- 短調における I, II, IV, V

### 転回

#### 基本形
短三和音は、主に基本形（根音が低音）で用いられることが多い。これはポピュラー音楽では顕著である。

#### 第1転回形
第1転回形（第3音が低音）は基本形とは異なった独特な浮遊感を持った響きから、クラシック音楽では愛用されている。この場合、バス以外に第3音を含むと響きが厚ぼったくなってしまうため、避けるべきとされている。ただしポピュラー音楽で第1転回形（ベースが第3音）が使用される場合にはこのことはあまり気にされていないし、とくに気にする必要もない。

#### 第2転回形
第2転回形（第5音が低音）は響きが不安定である。このため、基本形、第1転回形のような用法ではなく、偶成和音的な用法、あるいは不安定であることを狙った用法に用いられることが大半である。
最も頻繁に用いられるのは、偶成和音としての用法のひとつである、
Cm/G - G7 - Cm
という倚和音としての用法である。そのほか、
C - Em/B - Am7
という経過和音としての用法もある。

### 付加音、テンション
ポピュラー音楽では、ジャンルやスタイルによっては短三和音は響きが単純すぎるため、第6音、第7音を付加して、Xm6、Xm7、XmM7 などの形で使用することがある。第6音は短六度、長六度の場合があるが、これは調性などの都合に合わせてどちらにするべきか判断される。短三和音は響きが単純すぎるとするジャンルやスタイルでは、単にCmと書いた場合には、Cm6、Cm7、CmM7 のことをあらわす場合も多い。短三和音は、9th、11th、13th をテンションとして持ち、これを付加することがある。第3音を第4音と交換したXsus4もよく使用される。
短三和音に第6音、第7音を付加する場合、通常ダイアトニック・スケール上にある音で、和声の機能を壊さない音が選ばれる。たとえばハ長調において、Dm では Dm6 と Dm7 とがこの条件を満たす。Em では Em7 のみがこの条件を満たす。Em においてダイアトニック・スケール上にある第6音は i であり Em(♭6) となるが、これは CM7 を感じさせ Em の響きを阻害するため、Em の付加音としては用いられない。Dm6 については、第3音と第6音とがトライトーンをなし、ドミナントを感じさせ、本来サブドミナントである Dm（IIm）の機能を阻害するため避けるべきであるとする理論書もある。しかし、第6音を付加しても Dm6 は相変わらずサブドミナントであるとする理論書もある。
短調におけるI度の和音は、長6度、短7度、長7度のいずれも付加音となり得る。
イ短調
Am6　　…… Im6。旋律的短音階上のダイアトニック・コード
Am7　　…… Im7。自然短音階上のダイアトニック・コード
AmM7　 …… ImM7。和声的短音階および旋律的短音階上のダイアトニック・コード
上記3つの和音をまとめてトニック・マイナー・コードという。

## 短三和音の正当性

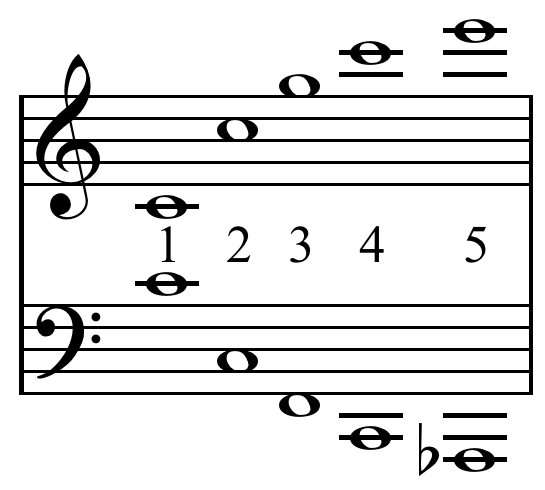
上方倍音と下方倍音。下方倍音を仮定するとCからヘ短調の短三和音が生まれる。
,

短三和音は長三和音のような音響的な根拠は持たないが、フーゴー・リーマンは下方倍音という人工的な概念によって短三和音を長三和音と同じ方法で正当化しようとした（リーマン理論）。

## 関連記事

### 類似した和音
- 減三和音
- 短七の和音

### 音階
- 短調、短音階